# Asthenargus brevisetosus
Asthenargus brevisetosus là một loài nhện trong họ Linyphiidae.
Loài này thuộc chi Asthenargus. Asthenargus brevisetosus được František Miller miêu tả năm 1970.